# Pseudorus dimidiatus
Pseudorus dimidiatus är en tvåvingeart som beskrevs av H. Oldroyd 1964. Pseudorus dimidiatus ingår i släktet Pseudorus och familjen rovflugor. Inga underarter finns listade i Catalogue of Life.